# Михайловка (Буздякский район)
Михайловка (баш. Михайловка) — село в Буздякском районе Республики Башкортостан Российской Федерации. Входит в состав Гафурийского сельсовета.

## География

### Географическое положение
Расстояние до:
- районного центра (Буздяк): 12 км,
- центра сельсовета (Гафури): 5 км,
- ближайшей ж/д станции (Буздяк): 10 км.

## Население
| 2002 | 2009 | 2010 |
| ---- | ---- | ---- |
| 308  | ↘304 | ↘296 |

Согласно переписи 2002 года, преобладающие национальности — русские (60 %), башкиры (31 %).

## Инфраструктура
Личное подсобное хозяйство с зоной сельскохозяйственного использования, индивидуальная застройка усадебного типа.
Основа экономики — сельское хозяйство.

## Достопримечательности
- Братская могила красногвардейцев в селе Михайловка Буздякского района[5].

## Транспорт
Деревня доступна автотранспортом. Остановка общественного транспорта «Михайловка ». 